# Bistum Fort Portal
Das Bistum Fort Portal (lat.: Diocesis Arcis Portal) ist eine in Uganda gelegene römisch-katholische Diözese mit Sitz in Fort Portal.

## Geschichte
Das Bistum Fort Portal wurde am 21. Februar 1961 durch Papst Johannes XXIII. aus Teilen des Erzbistums Mbarara gebildet.
Erster Bischof war Vincent Joseph McCauley.
Am 9. August 1965 und am 6. März 1989 wurde das Territorium des Bistums verändert und Teile des Gebietes mit Hoima und Kasese wurden neu aufgeteilt.
Es ist dem Erzbistum Mbarara als Suffraganbistum unterstellt.

## Ordinarien
- Vincent Joseph McCauley CSC, (1961–1972)
- Serapio Bwemi Magambo, (1972–1991)
- Paul Lokiru Kalanda, (1991–2003)
- Robert Muhiirwa, (seit 2003)